# Vilnius Open 2022 - Doppio
Questa è la prima edizione di questo torneo.
In finale Romain Arneodo e Tristan-Samuel Weissborn hanno sconfitto Dan Added e Théo Arribagé con il punteggio di 6-4, 5-7, [10-5].

## Teste di serie
1. Ramkumar Ramanathan /  Szymon Walków (primo turno)
2. Romain Arneodo /  Tristan-Samuel Weissborn (campioni)

1. Marco Bortolotti  /  Sergio Martos Gornés (quarti di finale)
2. Zdeněk Kolář /  Divij Sharan (primo turno)

## Wildcard
1. Guillermo García López /  Vilius Gaubas (primo turno)

1. Ričardas Berankis /  Edas Butvilas (quarti di finale)

## Tabellone

### Legenda
| - Q = Qualificato - WC = Wild card - LL = Lucky loser | - ALT = Alternate - SE = Special Exempt - PR = Protected Ranking | - w/o = Walkover - r = Ritirato - d = Squalificato |

|  | Primo turno | Primo turno                  | Primo turno                  | Primo turno | Primo turno |  |  | Quarti di finale | Quarti di finale             | Quarti di finale             | Quarti di finale        | Quarti di finale        |   |    | Semifinali | Semifinali              | Semifinali             | Semifinali                   | Semifinali |   |      | Finale | Finale | Finale | Finale | Finale |  |
|  |             |                              |                              |             |             |  |  |                  |                              |                              |                         |                         |   |    |            |                         |                        |                              |            |   |      |        |        |        |        |        |  |
|  | 1           | R Ramanathan S Walków        | R Ramanathan S Walków        | 4           | 2           |  |  |                  |                              |                              |                         |                         |   |    |            |                         |                        |                              |            |   |      |        |        |        |        |        |  |
|  |             | D Added T Arribagé           | D Added T Arribagé           | 6           | 6           |  |  |                  | D Added T Arribagé           | D Added T Arribagé           | 6                       | 6                       |   |    |            |                         |                        |                              |            |   |      |        |        |        |        |        |  |
|  |             | I Liutarevich G Lomakin      | I Liutarevich G Lomakin      | 6           | 6           |  |  |                  | I Liutarevich G Lomakin      | I Liutarevich G Lomakin      | 4                       | 3                       |   |    |            |                         |                        |                              |            |   |      |        |        |        |        |        |  |
|  |             | V Manafov L Margaroli        | V Manafov L Margaroli        | 3           | 2           |  |  |                  |                              |                              |                         |                         |   |    |            | D Added T Arribagé      | D Added T Arribagé     | 6                            | 7          |   |      |        |        |        |        |        |  |
|  | 3           | M Bortolotti S Martos Gornés | M Bortolotti S Martos Gornés | 6           | 7           |  |  |                  |                              | PR                           | J Ocleppo S Travaglia   | J Ocleppo S Travaglia   | 4 | 63 |            |                         |                        |                              |            |   |      |        |        |        |        |        |  |
|  |             | N Fatić A Šetkić             | N Fatić A Šetkić             | 4           | 64          |  |  | 3                | M Bortolotti S Martos Gornés | M Bortolotti S Martos Gornés | 3                       | 4                       |   |    |            |                         |                        |                              |            |   |      |        |        |        |        |        |  |
|  | WC          | G García López V Gaubas      | G García López V Gaubas      | 3           | 4           |  |  | PR               | J Ocleppo S Travaglia        | J Ocleppo S Travaglia        | 6                       | 6                       |   |    |            |                         |                        |                              |            |   |      |        |        |        |        |        |  |
|  | PR          | J Ocleppo S Travaglia        | J Ocleppo S Travaglia        | 6           | 6           |  |  |                  |                              |                              |                         |                         |   |    |            | Dan Added Théo Arribagé | 4                      | 7                            | [5]        |   |      |        |        |        |        |        |  |
|  |             | D Poljak E Vasa              | 6                            | 1           | [6]         |  |  |                  |                              |                              |                         |                         |   |    |            |                         | 2                      | Romain Arneodo Sam Weissborn | 6          | 5 | [10] |        |        |        |        |        |  |
|  | PR          | J Berrettini L Potenza       | 4                            | 6           | [10]        |  |  | PR               | J Berrettini L Potenza       | J Berrettini L Potenza       | 6                       | 7                       |   |    |            |                         |                        |                              |            |   |      |        |        |        |        |        |  |
|  | WC          | R Berankis E Butvilas        | 4                            | 6           | [10]        |  |  | WC               | R Berankis E Butvilas        | R Berankis E Butvilas        | 4                       | 5                       |   |    |            |                         |                        |                              |            |   |      |        |        |        |        |        |  |
|  | 4           | Z Kolář D Sharan             | 6                            | 3           | [7]         |  |  |                  |                              |                              |                         |                         |   |    | PR         | J Berrettini L Potenza  | J Berrettini L Potenza | 1                            | 4          |   |      |        |        |        |        |        |  |
|  |             | I Marčenko D Molčanov        | I Marčenko D Molčanov        | 6           | 7           |  |  |                  |                              | 2                            | R Arneodo T-S Weissborn | R Arneodo T-S Weissborn | 6 | 6  |            |                         |                        |                              |            |   |      |        |        |        |        |        |  |
|  |             | P Niklas-Salminen B Stevens  | P Niklas-Salminen B Stevens  | 3           | 6           |  |  |                  | I Marčenko D Molčanov        | I Marčenko D Molčanov        | 1                       | 4                       |   |    |            |                         |                        |                              |            |   |      |        |        |        |        |        |  |
|  |             | Z Babić B Walkin             | Z Babić B Walkin             | 2           | 2           |  |  | 2                | R Arneodo T-S Weissborn      | R Arneodo T-S Weissborn      | 6                       | 6                       |   |    |            |                         |                        |                              |            |   |      |        |        |        |        |        |  |
|  | 2           | R Arneodo T-S Weissborn      | R Arneodo T-S Weissborn      | 6           | 6           |  |  |                  |                              |                              |                         |                         |   |    |            |                         |                        |                              |            |   |      |        |        |        |        |        |  |